# Euphlyctis ehrenbergii
Espèce
Synonymes
- Rana ehrenbergi Peters, 1863

Statut de conservation UICN

 LC  : Préoccupation mineure
Euphlyctis ehrenbergii est une espèce d'amphibiens de la famille des Dicroglossidae.

## Répartition
Cette espèce se rencontre dans les régions côtières du Sud-Ouest de l'Arabie saoudite et du Yémen du niveau de la mer jusqu'à 2 400 m d'altitude. Elle a été introduite dans les environs de Riyad.

## Étymologie
Cette espèce est nommée en l'honneur de Christian Gottfried Ehrenberg, naturaliste et zoologiste allemand.

## Publication originale
- Peters, 1863 : Über verschiedene Batrachier, namentlich über die Original-exemplare der von Schneider und Wiegmann beschriebenen Arten des zoologischen Museums zu Berlin. Monatsberichte der Königlich Preussischen Akademie der Wissenschaften zu Berlin, vol. 1863, p. 76-82 (texte intégral).